# أميه ونسة
أميه ونسة بلدية تابعة دائرة أميه ونسة ولاية الوادي تقع غرب ولاية الوادي يحدها من الشرق والجنوب بلدية وادي العلندة و من والغرب يلدية بن ناصر ومن الشمال بلدية ورماس يقطنها حوالي 16148 نسمة 

## المناخ
يظهر الجدول التالي التغييرات المناخية على مدار السنة لأميه ونسة:
| البيانات المناخية لـأميه ونسة     | البيانات المناخية لـأميه ونسة | البيانات المناخية لـأميه ونسة | البيانات المناخية لـأميه ونسة | البيانات المناخية لـأميه ونسة | البيانات المناخية لـأميه ونسة | البيانات المناخية لـأميه ونسة | البيانات المناخية لـأميه ونسة | البيانات المناخية لـأميه ونسة | البيانات المناخية لـأميه ونسة | البيانات المناخية لـأميه ونسة | البيانات المناخية لـأميه ونسة | البيانات المناخية لـأميه ونسة | البيانات المناخية لـأميه ونسة |
| الشهر                             | يناير                         | فبراير                        | مارس                          | أبريل                         | مايو                          | يونيو                         | يوليو                         | أغسطس                         | سبتمبر                        | أكتوبر                        | نوفمبر                        | ديسمبر                        | المعدل السنوي                 |
| --------------------------------- | ----------------------------- | ----------------------------- | ----------------------------- | ----------------------------- | ----------------------------- | ----------------------------- | ----------------------------- | ----------------------------- | ----------------------------- | ----------------------------- | ----------------------------- | ----------------------------- | ----------------------------- |
| متوسط درجة الحرارة الكبرى °م (°ف) | 16.9 (62.4)                   | 19.5 (67.1)                   | 23.5 (74.3)                   | 28.1 (82.6)                   | 32.9 (91.2)                   | 37.6 (99.7)                   | 41.6 (106.9)                  | 40.5 (104.9)                  | 36.1 (97.0)                   | 29.1 (84.4)                   | 22.1 (71.8)                   | 17.0 (62.6)                   | 28.7 (83.7)                   |
| المتوسط اليومي °م (°ف)            | 10.4 (50.7)                   | 12.8 (55.0)                   | 16.4 (61.5)                   | 20.6 (69.1)                   | 25.4 (77.7)                   | 30.2 (86.4)                   | 33.4 (92.1)                   | 32.5 (90.5)                   | 28.9 (84.0)                   | 22.3 (72.1)                   | 15.7 (60.3)                   | 10.9 (51.6)                   | 21.6 (70.9)                   |
| متوسط درجة الحرارة الصغرى °م (°ف) | 4.0 (39.2)                    | 6.2 (43.2)                    | 9.4 (48.9)                    | 13.2 (55.8)                   | 17.9 (64.2)                   | 22.9 (73.2)                   | 25.2 (77.4)                   | 24.6 (76.3)                   | 21.7 (71.1)                   | 15.6 (60.1)                   | 9.4 (48.9)                    | 4.9 (40.8)                    | 14.6 (58.3)                   |
| الهطول مم (إنش)                   | 9 (0.4)                       | 6 (0.2)                       | 9 (0.4)                       | 6 (0.2)                       | 5 (0.2)                       | 2 (0.1)                       | 0 (0)                         | 1 (0.0)                       | 4 (0.2)                       | 7 (0.3)                       | 10 (0.4)                      | 9 (0.4)                       | 68 (2.8)                      |
| المصدر: climate-data.org          |                               |                               |                               |                               |                               |                               |                               |                               |                               |                               |                               |                               |                               |